# Matihani
Matihani (nep. मटिहानी) – gaun wikas samiti w środkowej części Nepalu w strefie Dźanakpur w dystrykcie Mahottari. Według nepalskiego spisu powszechnego z 2001 roku liczył on 1228 gospodarstw domowych i 7619 mieszkańców (3621 kobiet i 3998 mężczyzn).